# Hans-Jürgen Zechlin
Hans-Jürgen Zechlin (* 14. November 1934 in Berlin) ist ein deutscher Volkswirt und ehemaliger Hauptgeschäftsführer des Verbandes Deutscher Maschinen- und Anlagenbau.

## Werdegang
Zechlin besuchte das Internat Stiftung Louisenlund und die Gutenbergschule Wiesbaden. Nach dem Abitur in Wiesbaden machte eine Banklehre beim Bankhaus M.M.Warburg & CO in Hamburg. Danach studierte er an der Universität Hamburg und der Philipps-Universität Marburg Volkswirtschaft. Am 2. Februar 1959 wurde er im Corps Teutonia zu Marburg recipiert. Zwischenzeitlich an der Ludwig-Maximilians-Universität München, bestand er 1962 in Marburg die Diplomprüfung als Volkswirt. Anschließend war er bis 1965 an der Universität Marburg Assistent von Karl Paul Hensel, bei dem er seine Doktorarbeit schrieb. Von der Rechts- und Staatswissenschaftlichen Fakultät der Universität Marburg wurde er 1965 zum Dr. rer. pol. promoviert. Aus der Dissertation wurde eine der ersten deutschsprachigen Veröffentlichungen zu diesem Thema. Beruflich war er zunächst als Assistent des Hauptgeschäftsführers beim Verband Deutscher Maschinen- und Anlagenbau und als Leiter der Abteilung Volkswirtschaft und Wertpapieranalyse beim Bankhaus Friedrich Simon in Düsseldorf tätig. 1971 kehrte er zum VDMA zurück. Dort bekleidete er von 1990 bis zu seiner Pensionierung 1998 die Position des Hauptgeschäftsführers. Sein Corps wählte ihn 2009 zum 34. Ehrenmitglied.
Zechlin ist Neffe des Historikers Egmont Zechlin und der Werkpädagogin Ruth Zechlin sowie Bruder des Hochschullehrers Lothar Zechlin. Verheiratet ist er seit 1966 mit Ortrun Wörner. Aus der Ehe ging ein Sohn hervor.